# Fern Nash
Fern Vivian Gregory, coniugata Nash (10 settembre 1928 – 3 gennaio 1984), è stata una cestista statunitense.

## Carriera
Attiva nella AAU, vinse la medaglia d'oro con gli Stati Uniti ai Campionati del mondo del 1953, segnando 16 punti in 6 partite.